# Hugo Banzer
Hugo Banzer Suárez (10 de maio de 1926 — Santa Cruz de la Sierra, 5 de maio de 2002) foi um general e político, boliviano, foi presidente da Bolívia de 21 de agosto de 1971 a 21 de julho de 1978 e de 6 de agosto de 1997 a 7 de agosto de 2001.
Nasceu no povoado de Concepción, na província de Ñuflo de Chávez, departamento de Santa Cruz, na Bolívia, e faleceu em Santa Cruz de la Sierra, província de Andrés Ibáñez, departamento de Santa Cruz.

## Primeiro governo
Hugo Banzer tornou-se presidente em 1971 ao derrubar o general Juan José Torres em um golpe de Estado e instaurou uma ditadura. Baniu os partidos políticos de oposição e recebeu apoio direto dos Estados Unidos e do Chile (após 1973). Foi ditador por sete anos, numa época de prosperidade econômica na Bolívia graças aos altos preços das exportações de petróleo  (Crise de 1973), estanho, e empréstimos da comunidade internacional. Isso também acarretou uma das maiores dívidas externas da história da Bolívia, que seus críticos culpam pelo posterior atraso e subdesenvolvimento do país.
Foi derrubado em 1978 por Pereda Asbún, que por outro golpe de Estado tentou legitimar a fraude eleitoral da eleição daquele ano.

## Fora do poder, mas não da política
O congresso nacional da Bolívia tentou processar Banzer por crimes cometidos durante sua ditadura, mas o julgamento não chegou a acontecer. Um dos principais defensores do processo, Marcelo Quiroga Santa Cruz morreu assassinado durante o golpe de Estado de Luis García Meza em 1980.
Banzer foi acusado de participar da Operação Condor, uma coordenação de repressão legal e por pouco não bem sucedida instrumentada pelos governos militares da Argentina, do Brasil, do Paraguai, do Uruguai, do Chile e da Bolívia nos anos 1970. A Bolívia teve importância sobretudo para fornecer ao Chile e à Argentina informações sobre o movimento dos então chamados "subversivos" argentinos e chilenos dentro do território boliviano.
Para facilitar uma sucessão democrática ao seu governo, Hugo Banzer Suárez fundou seu próprio partido, a Aliança Democrática Nacionalista (ADN). Com ele participou das eleições subsequentes. Em 1985, obteve a segunda maior votação e se aliou ao Movimento Nacionalista Revolucionário no chamado "Pacto pela Democracia", dando seus votos para a eleição indireta de Victor Paz Estenssoro à presidência.
Em 1989 obteve a segunda maior votação e se aliou ao Movimento Esquerdista Revolucionário (MIR) para fazer parte do governo, desta vez dando seus votos ao terceiro candidato mais votado, Jaime Paz Zamora.

## Segundo governo
Após o primeiro governo de Gonzalo Sánchez de Lozada, Banzer voltou à presidência em 1997, por eleição direta. Voltou a exercer um governo acusado de corrupção, mas sem cair no autoritarismo e na repressão brutal do período anterior. Mesmo assim, decretou estado de sítio em 8 de abril de 2000, com o objetivo de deter a onda de protestos sociais e de trabalhadores, mas sem sucesso. As manifestações se radicalizaram. Durante seu mandato, Banzer tornou público que sofria de câncer. Em 2001, renunciou por motivos de saúde, deixando o cargo para seu vice-presidente Jorge "Tuto" Quiroga.
Banzer faleceu em 5 de maio de 2002, vítima de um câncer.